# Ahmet Taş
Ahmet Taş ist ein deutscher Filmemacher und Autor.

## Filmemacher
Bekannt wurde sein von ihm selbst geschriebener Kurzfilm Apple & Ei (2007), ein sogenanntes „Dokumusical“. Dieser lief auf internationalen Filmfestivals und wurde als „ein stilistisches Experiment und zugleich eine Liebeserklärung an eine sehr lebendige Emigrantenkultur“ von der Filmbewertungsstelle Wiesbaden zum „Kurzfilm des Monats“ gekürt und mit dem Prädikat „Besonders wertvoll“ ausgezeichnet. Es folgte das „3rd Diploma“ auf dem International Videofestival Kansk, 2008 der emerging directors „special jury prize“ in Minneapolis.
Danach realisierte Taş den Kurzfilm Brot (2011) nach der Kurzgeschichte von Wolfgang Borchert mit Angela Winkler und Bruno Ganz. Mit Stairway to Nowhere folgte über die Dreharbeiten zu Brot noch im selben Jahr der erste Langfilm des Regisseurs, zu dem Taş wiederum selbst das Drehbuch beisteuerte.

## Sonstiges
Vor der Kamera war Taş als Araber in dem deutschen Spielfilm My Sweet Home (2001) von Fillipos Tsitos, der bei den Internationalen Filmfestspielen von Berlin 2001 für den „Goldenen Bären“ nominiert war, zu sehen. Er gehörte zur Crew des 2005 mehrfach ausgezeichneten Films Masz na imie Justine.
Taş lebt und arbeitet in Berlin.

## Auszeichnungen
- 2013: SHFF Prize Award ‘Faruk Begolli’ (Kosovo) für Brot
- 2011: Best Editing, First Prize (Rhode Island, USA) für Brot
- 2011: Cinematic Achievement Award (Thessaloniki, Griechenland) für Brot
- 2011: Crystal Apricot Award (Malatya, Türkei) für Brot
- 2011: Prädikat „wertvoll“ der Deutschen Film- und Medienbewertung (FBW) für Brot
- 2009: Best Sound Best Music (River film Festival, Italien) für Apple & Ei
- 2009: Musical mas original (Cinestrat, Spain) für Apple & Ei
- 2009: Special Mention (Lille, France) für Apple & Ei
- 2009: Phoenix Award, Sound-Original Music (Singapur) für Apple & Ei
- 2008: backup.award (Deutschland) für Apple & Ei
- 2008: Betting on shorts-Local Winner (Slowenien) für Apple & Ei
- 2008: Special Jury Prize (Minneapolis, USA) für Apple & Ei
- 2008: Prädikat „besonders wertvoll“ der Filmbewertungsstelle Wiesbaden für Apple & Ei
- 2007: 3 rd Diploma (Kansk, Russland) für Apple & Ei

## Filmografie
- 2003: The Donkey Story
- 2007: Apple&Ei
- 2008: Stairway to nowhere
- 2011: No Chairs
- 2011: Brot
- 2020: Der Schatten
- 2021: Real Fight